# Armitage III
Armitage III (アミテージ・ザ・サード?) è un anime OAV del regista giapponese Hiroyuki Ochi, del 1995. Da questa serie poi, è stato tratto nel 1997 il lungometraggio Armitage III: Poly-Matrix che ripercorre fedelmente la trama della serie originale. A seguito di questo è stato realizzato anche un secondo lungometraggio nel 2002 intitolato Armitage III: Dual-Matrix, che è da considerarsi un vero e proprio sequel della storia.
Alcuni animatori che hanno partecipato alla creazione del prodotto sono: Hiroyuki Kitazume (sigla iniziale), Kouichi Hashimoto (ep. 2), Kunihiro Abe, Naoyuki Onda e Shinya Takahashi.

## Trama
Marte è sul punto di unirsi alla Terra per formare un'unica colonia umana quando una serie di delitti piuttosto macabri scuote l'opinione pubblica. Infatti quelli che sembrano corpi di donne orrendamente mutilate rivelano all'interno parti robotiche suggerendo che tali esseri umani in verità appartengono ad una nuova specie di cyborg.
Questi atti di violenza alimentano quindi l'odio degli umani verso le macchine, ormai giunte ad imitare perfettamente gli umani e quindi prenderne il posto nei luoghi di lavoro costringendoli alla povertà. Ma sulle tracce del maniaco si mettono subito al lavoro i due detective Armitage e Ross. Entrambi nascondono segreti sulle proprie esperienze passate con i robot e sembrano mossi da questioni personali. Incontreranno infine l'essere che si nasconde dietro gli atti di violenza, ma a quel punto scopriranno una cospirazione su scala molto più ampia di quel che avevano immaginato.

## Personaggi principali
Naomi Armitage
Protagonista dell'opera, è una ragazza piuttosto vivace, ma molto accurata nel proprio lavoro di detective. Si interessa agli omicidi quando scopre che le ragazze uccise in realtà sono come lei: appartengono ciò alla terza generazione di robot marziani. Si innamora durante la missione del suo compagno, Ross, a cui infine è costretta a confessare il proprio segreto.
doppiata da:

Ross Sylibus
Con un passato duro alle spalle, dopo che la sua compagna è stata uccisa da un androide, si trasferisce su Marte e affianca Armitage nella ricerca del serial killer di robot. È combattuto non sapendo con certezza cosa provare nei confronti dei cyborg, visto ciò che gli è capitato in passato, ma alla fine si innamora di Armitage.

## Lista episodi
In Italia, gli episodi sono stati tutti pubblicati in DVD dalla Dynit, il 3 settembre 2008.
| Nº | Titolo italiano Giapponese 「Kanji」 - Rōmaji | In onda          | In onda          |
| Nº | Titolo italiano Giapponese 「Kanji」 - Rōmaji | Giapponese       | Italiano         |
| 1  | Electro sangue 「Electro Blood」              | 25 febbraio 1995 | 3 settembre 2008 |
| 2  | Carne e pietra 「Flesh & Stone」              | 21 aprile 1995   | 3 settembre 2008 |
| 3  | Il cuore del nucleo 「Heart Core」            | 25 giugno 1995   | 3 settembre 2008 |
| 4  | Un po' di amore 「Bit of Love」               | 25 novembre 1995 | 3 settembre 2008 |

## Riferimenti ad altre opere
Armitage è anche il nome di un personaggio del romanzo di Fantascienza Cyberpunk Neuromante, di William Gibson.

## Doppiaggio
| Personaggio         | Doppiatore originale | Doppiatore italiano |
| ------------------- | -------------------- | ------------------- |
| Naomi Armitage      | Hiroko Kasahara      | Laura Lenghi        |
| Ross Sylibus        | Yasunori Masutani    | Massimo Rossi       |
| Rene' D'anclaude    | Ryusei Nakao         | Roberto Pedicini    |
| Ten. Larry Randolph | Masaharu Sato        | Giancarlo Padoan    |
| Eddie Borroughs     | Hirohiko Kakegawa    | Pino Ammendola      |
| Chris Brown         | Nobutoshi Hayashi    | Francesco Bulckaen  |
| Coroner             | ?                    | Danilo De Girolamo  |
| Gordon              | ?                    | Stefano De Sando    |
| Kelly McCannon      | Namba Chieko         | Claudia Catani      |
| Manager             | ?                    | Maurizio Romano     |
| Jessica Manning     | Chiharu Kataishi     | Valeria Perilli     |

### Staff del doppiaggio italiano
| Edizione italiana a cura di | Dynamic Italia Srl               |
| Studio di doppiaggio        | Cooperativa Eddy Cortese         |
| Direzione del doppiaggio    | Fabrizio Mazzotta                |
| Dialoghi italiani           | Luciano Setti                    |
| Assistenti al doppiaggio    | Paolo Cortese e Maurizio Picchio |
| Fonici di mix               | Dario Scio e Salvatore Fabozzi   |
| Sincronizzazione            | Salvatore Fabozzi                |